# Vụ tai nạn xe buýt Lasbela 2023
Vào ngày 29 tháng 1 năm 2023, một chiếc xe buýt chở ít nhất 43 người đã lao xuống một vách núi và bốc cháy ở khu vực Bela Tehsil, quận Lasbela, Balochistan, Pakistan. Vụ va chạm đã khiến 40 người thiệt mạng và 3 người khác bị thương, một trong số những người bị thương cũng đã tử vong ngay sau đó. Hai người sống sót còn lại đang trong tình trạng "nguy kịch".

## Vụ tai nạn
Theo trợ lý ủy viên Lasbela, Hamza Anjum, chiếc xe buýt đang trên đường từ Quetta đến Karachi thì đâm vào một cây cầu dẫn đến vụ tai nạn. Người đứng đầu dịch vụ cứu hộ địa phương Asghar Ramazan nói với Agence France-Presse chiếc xe buýt "chở đầy dầu".
Hầu hết thi thể của nạn nhân trong vụ tai nạn đã bị đốt cháy đến mức không thể nhận dạng được. Tất cả đã được đưa đến Karachi để xét nghiệm DNA nhằm xác định danh tính.

## Phản ứng
Chủ tịch Đảng Nhân dân Pakistan kiêm Ngoại trưởng Pakistan Bilawal Bhutto Zardari cho biết cả nước rất đau buồn và riêng ông gửi lời chia buồn tới các nạn nhân. Ông cũng cho biết một cuộc điều tra sẽ được tiến hành.

## Điều tra
Phó ủy viên Lasbela Murad Kasi cho biết nguyên nhân vụ tai nạn là do chạy quá tốc độ, tài xế không thể kiểm soát được phương tiện khi quay đầu xe. Có những báo cáo chưa được xác nhận cho rằng chiếc xe buýt đang vận chuyển dầu nhập lậu của Iran. Liên đoàn All Quetta-Karachi đổ lỗi vụ tai nạn là do đường trơn trượt và chập điện trong hệ thống dây điện của xe buýt.